# Галина Парк (Тексас)
Галина Парк (енгл. Galena Park) град је у америчкој савезној држави Тексас. По попису становништва из 2010. у њему је живело 10.887 становника.

## Демографија
Према попису становништва из 2010. у граду је живело 10.887 становника, што је 295 (2,8%) становника више него 2000. године.
| Група             | 2000.         | 2010.         |
| Белци             | 2.347 (22,2%) | 1.240 (11,4%) |
| Афроамериканци    | 810 (7,6%)    | 745 (6,8%)    |
| Азијати           | 42 (0,4%)     | 11 (0,1%)     |
| Хиспаноамериканци | 7.343 (69,3%) | 8.860 (81,4%) |
| Укупно            | 10.592        | 10.887        |